# Alidou Badini
Alidou Badini is een Burkinees filmmaker. Hij begon als cameraman en assistent-regisseur, onder andere bij films van Dani Kouyaté, waarna hij begon zelf te regisseren. Zijn korte film Fleurs d'épines zat bij de selectie voor het Panafrikaans Festival van Ouagadougou voor Film en Televisie van 2001. Samen met de Fransman Philippe Baqué maakte hij de documentaire Le beurre et l'argent du beurre over misstanden in de handel in karibéboter. Deze werd vertoond op het Internationaal filmfestival van Amiens, en won de grote juryprijs op het Festival International du Film de l'Environnement van Niamey in 2018.

## Filmografie
- 2001: Fleurs d'épines
- 2005: Du venin dans la soupe
- 2007: Le beurre et l'argent du beurre, met Philippe Baqué